# Once Sent from the Golden Hall
Once Sent from the Golden Hall es el primer álbum de estudio de larga duración lanzado por el melódico grupo de death metal Amon Amarth (banda), lanzado por Metal Blade Records. El 10 de febrero de 1998, se lanzó Once Sent from the Golden Hall. El álbum fue originalmente limitado y solo se vendieron 1000 copias en versiones de CD y LP. Más tarde, el álbum fue relanzado por Metal Blade en 2005 en Picture LP con 500 copias contadas a mano. Una edición de lujo fue lanzada en 2009 que presentó el álbum remasterizado por Jens Bogren, y un CD adicional del álbum original tocado en vivo en su totalidad en Bochum, Alemania. Martin López dejó la banda poco después del lanzamiento de este álbum para unirse a la banda sueca Opeth.

## Lista canciones
| N.º | Título                                 | Duración |  |
| 1.  | «Ride for Vengeance»                   | 4:30     |  |
| 2.  | «The Dragons' Flight Across the Waves» | 4:35     |  |
| 3.  | «Without Fear»                         | 4:50     |  |
| 4.  | «Victorious March»                     | 7:58     |  |
| 5.  | «Friends of the Suncross»              | 4:43     |  |
| 6.  | «Abandoned»                            | 6:02     |  |
| 7.  | «Amon Amarth»                          | 8:08     |  |
| 8.  | «Once Sent from the Golden Hall»       | 4:11     |  |

## Integrantes
- Johan Hegg – Cantantes
- Martin Lopez – Baterista
- Olavi Mikkonen – Guitarrista
- Anders Hansson – Guitarrista
- Ted Lundström – Bajista